# Grand usage
Le grand usage est la langue savante des discours publics au XVIIIe siècle à Paris. Il est utilisé dans les cours de justice, par la bourgeoisie instruite et dans le théâtre. Il est alors en concurrence avec le bel usage, qui correspond  au style familier de conversation et à la langue utilisée dans les salons de la noblesse.
Selon le linguiste québécois Jean-Denis Gendron, les Français et les Québécois du XVIIIe siècle ont en commun de prononcer selon le bel usage. Puis, la Révolution de 1789 contribue à écarter le bel usage de la prononciation parisienne habituelle et à imposer le grand usage. Le Québec ayant été conquis par la Grande-Bretagne, il échappe à la Révolution française et, par conséquent, le grand usage n'y est jamais imposé.
Depuis le début du XIXe siècle, les observateurs notent les différences de prononciation entre le français parisien et le français québécois. D'après le professeur Gendron, puisque c'est en réalité l'accent parisien qui a évolué, tandis que l'accent québécois a conservé les anciennes règles de prononciation, il convient de porter un jugement moins sévère sur la manière dont le français québécois est prononcé[réf. incomplète].